# 唐音統籤
『唐音統籤』（とうおんとうせん）は、明代の胡震亨編纂（1033巻）。幅広く豊富に網羅しており、唐代から五代に至るまでの三百余年間を総覧する詩歌の総集である。
全書は十干をもって紀と為し、「甲籤」～「壬籤」は各種詩体を集録、「甲籤」は帝王の詩集を集録、乙・丙・丁・戊の4籤は、唐の初・盛・中・晩4期の詩歌を集録、「戊籤」は補足・余録、つまり五代の詩歌を集録、「己籤」は閨媛詩歌を集録、「庚籤」は僧侶・道士の詩歌を集録、「辛籤」は楽府・諧謔・歌謡・讖諺を集録、「壬籤」は神仙鬼怪の詩を集録、「癸籤」は詩話や評論である。唐詩詩学研究に不可欠の基本資料である。
胡震亨の没後、子孫・後人は『唐音統籤』全書の刊行普及を努めて図ったが、巻帙の繁多によって、清の終局の世まで願い通りにゆかず、ただ『唐音癸籤』33巻だけが最初に刻刊され、かつ内容が精緻であるため、今に至るまで単一で世間に行われ得ている。清の康煕年間に刊行印刷された『全唐詩』は、内府所蔵の本書と季振宜の『全唐詩稿』を種本として編集された。